# Жінка в бігах
Жінка в бігах (англ. Woman in Hiding) — американський фільм-нуар режисера Майкла Гордона 1950 року.
Фільм розповідає про молоду спадкоємицю фабрики, яка у перший день медового місяця тікає від чоловіка, запідозривши його в тому, що він вбив її батька і одружився з нею заради спадку.

## Сюжет
Легковий автомобіль темної ночі на величезній швидкості мчить по звивистій гірській дорозі неподалік від містечка Кларквілл в Північній Кароліні. У якийсь момент він не вписується в поворот, вилетів з моста в річку. На наступний ранок при скупченні народу поліція витягує машину з річки і починає пошуки тіла водія Дебори Чандлер Кларк. Насправді Дебора жива і спостерігає за подіями з лісу з відстані в кілька сотень метрів. Вона починає згадувати події останніх днів, які передували цій катастрофі.
Дебора є єдиною дочкою Джона Чандлера, власника найбільшого підприємства Кларквілла — фабрики по переробці деревини. Головним керуючим фабрики працює Селдон Кларк, прапрадід якого заснував як саме місто, так і фабрику.
Одного разу після майже річної відсутності Дебора повертається з Нью-Йорка в Кларквілл і на фабриці зустрічає Селдона, з яким у неї були романтичні стосунки, які перервалися після її від'їзду до Нью-Йорка. Селдон просить у Дебори вибачення за те, що не приділяв їй уваги після її від'їзду з міста. Між Деборою і Селдоном ніби знову складаються стосунки, проте її батько дуже несхвально ставиться до їх зв'язку, вважаючи, що Селдон не любить Дебору і спілкується з нею тільки заради того, щоб заволодіти фабрикою. Він каже, що в свій час зробив велику помилку, коли найняв Селдона керуючим фабрикою.
Незабаром Деборі повідомляють, що її батько впав з верхнього поверху фабрики і розбився на смерть. Відразу після його похорону Селдон приїжджає разом з Деборою до неї додому. Наодинці Селдон втішає Дебору і потім наполегливо пропонує їй вийти за нього заміж. У підсумку, не встоявши проти його напору, Дебора погоджується.
Відразу після весілля щаслива пара — Дебора і Селдон — їде провести медовий місяць в розташованому неподалік відокремленому гірському будинку, який орендував Селдон. У дверях будинку їх несподівано зустрічає якась Патрісія Монахан. Зі слів Патрісії стає ясно, що вона була в любовному зв'язку з Селдоном. Селдон не раз приїжджав до неї в її містечко Рейлі, а також вони не раз зустрічалися наодинці в цьому будинку. Розлючений Селдон б'є Патрісію по обличчю, після чого Патрісія звинувачує його в тому, що він одружився з Деборою через гроші та дає зрозуміти, що він убив Чандлера. Патрісія їде. Залишившись наодинці, Дебора говорить Селдону, що анулює їх шлюб. Селдон відповідає їй, що дійсно розраховує стати власником фабрики, і не дозволить їй піти від нього. Вночі Дебора тихо виходить з будинку, не підозрюючи, що Селдон за нею стежить. Вона сідає за кермо автомобіля і їде додому, однак по дорозі розуміє, що гальма у машини навмисно пошкоджені. На одному з поворотів машина вилітає з мосту в річку, але Деборі в останній момент вдалося вистрибнути з машини і врятуватися.
Дебора бачить, як Селдон проявляє крайню заклопотаність з приводу її зникнення та бере активну участь у пошуках з наміром знайти її тіло у що б то не стало. До даного випадку прикута увага місцевої преси, проте поліція розглядає подію як нещасний випадок.
Дебора розуміє, що не має жодних доказів причетності Селдона до вбивства її батька і замаху на її життя. Вона вирішує самостійно викрити Селдона і в цих цілях вирішує тимчасово приховати, що вона залишилася жива, щоб Селдон не міг її переслідувати. Дебора розраховує розшукати Патрісію і спираючись на її свідчення висунути звинувачення проти Селдона. Приїхавши в Рейлі, Дебора купує газету в кіоску на автобусному вокзалі. З нею заводить розмову торговець газетами, колишній студент і колишній солдат Кіт Рейлі, який захоплюється яхтами і мріє відкрити невеликий власний яхт-клуб в Каліфорнії. Заклопотана своїми проблемами, Дебора швидко віддаляється. Вона знаходить адресу Патрісії і приїжджає до неї додому, однак з'ясовується, що Патрісія поїхала і повернеться додому тільки через 2-3 тижні. Дебора вирішує чекати повернення Патрісії і тимчасово влаштовується в місцевому кафе офіціанткою під ім'ям Енн Картер.
Тим часом Селдон розуміє, що не може стати повноправним власником фабрики, так як за законом, у разі якщо тіло загиблого не знайдено, права спадкування настають лише через сім років. Це не дозволяє йому розгорнути задуману ним програму реконструкції на фабриці, що включає закупівлю нового обладнання. Для зміцнення власного іміджу, а також для того, щоб активізувати зусилля щодо розшуку тіла загиблої Дебори, Селдон через газету дає оголошення про те, що виплатить винагороду в розмірі 5 тисяч доларів тому, хто повідомити інформацію про місцезнаходження Дебори.
Побачивши свою фотографію в газеті, Дебора розуміє, що буде дуже швидко виявлена. В той же день вона звільняється з роботи і їде на автобусі в Ноксвілл. На автобусному вокзалі її зауважує Кіт, який незадовго до того побачив її фотографію в газеті. Він тут же звільняється з роботи, купує квиток на той же автобус, що і Дебора, і відправляється за нею. В автобусі між ними встановлюються дружні відносини. Діставшись до Ноксвіля, обидва виходять з автобуса, і Кіт запрошує Дебору ввечері на вечерю. Потім він дзвонить Селдону і повідомляє, що знає, де знаходиться Дебора, і запрошує його негайно приїхати, розраховуючи отримати винагороду. Однак Селдон відповідає, що зайнятий і сьогодні приїхати не зможе, а сам негайно збирається і виїжджає в Ноксвілл.
Між тим Кіт і Дебора спочатку разом вечеряють, а потім чудово проводять час у парку, між ними ніби складаються теплі близькі стосунки. Вони повертаються в готель, де потрапляють у вир розважальних заходів, пов'язаних з проведенням конгресу. Натовп учасників конгресу розділяють Дебору і Кіта, і вони втрачають один одного з виду. У цей момент в готель приїжджає Селдон, який зауважує Дебору і намагається до неї наблизитися. Дебора виходить на пусті запасні сходи, щоб спуститися на свій поверх, слідом за нею туди виходить Селдон. Він наздоганяє її, і намагається скинути в сходовий проліт. Однак в останній момент на сходи вискакує натовп учасників конгресу, що дозволяє Деборі скористатися моментом і сховатися у натовпі.
Залякана, знервована Дебора приходить до Кіта, і чесно розповідає йому, хто вона така, стверджуючи, що Селдон вже двічі намагався її вбити. Кіт вирішує, що у Дебори виникли проблеми з психікою після нещасного випадку. Він проводжає її до поїзда і проводить в купе, в якому її чекає Селдон. Очевидно, що Кіт відчуває симпатію до Дебори і навіть відмовляється від винагороди, яку йому пропонує Селдон. Вийшовши з поїзда, Кіт зустрічає одного з учасників конгресу, який говорить, що бачив Селдона минулої ночі в готелі. Кіт розуміє, що Селдон його обдурив, і що Деборі, мабуть, справді загрожує небезпека. Він вирішує наздогнати поїзд.
Залишившись в купе наодинці, Селдон говорить Деборі, що у неї є тільки два виходи — або смерть, або психіатрична лікарня. Під час сварки в купе Деборі вдається вдарити Селдона по голові сифоном, в результаті чого той втрачає свідомість. Вона виривається з купе і на черговій зупинці зістрибує з поїзда і тікає. Несподівано на станції її наздоганяє Кіт, який говорить, що вірить їй і готовий їй допомогти.
Дебора дзвонить Патриції і просить її допомогти викрити Селдона. Вони домовляються про зустріч, при цьому Дебора просить Кіта не ходити разом з нею, так як вважає, що двом жінкам буде простіше зрозуміти один одного. Патриція запрошує Дебору сісти для розмови до неї в машину і їде, пояснюючи це тим, що боїться, що їх помітять разом. Кіт бачить, як вони від'їжджають. По дорозі Дебора вмовляє Патрицію разом піти в поліцію і розповісти, що Селдон — вбивця, розраховуючи, що їм двом повірять. Однак Патриція відмовляється в цьому брати участь, кажучи, що і так має дуже багато неприємностей через цю справу. Дебора вмовляє її розповісти все юристу її батька, і та погоджується за умови, що зробить це прямо цим вечором. Вони під'їжджають до фабрики. Патриція дістає пістолет і, погрожуючи зброєю, змушуючи Дебору зайти в будівлю фабрики, де їх чекає Селдон. Патриція готова застрелити Дебору, але Селдон зупиняє її, кажучи, що треба імітувати самогубство, щоб Дебора впала з висоти і розбився. Деборі вдається втекти і сховатися в темряві. У цей момент на фабрику приїжджає Кіт на таксі. Під час напруженого переслідування по цеху в майже повній темряві Селдон помилково приймає Патрицію за Дебору, він штовхає її вниз вона падає і розбивається. З'являється Кіт і починає переслідувати Селдона. Чоловіки вступають в бійку на самих верхніх містках. У жаху Селдон розуміє, що зіштовхнув вниз не ту жінку, він задкує, втрачає рівновагу, падає вниз і розбивається.
…Через три місяці після весілля Дебора і Кіт приїжджають в Каліфорнії, в те місце, де Кіт мріяв займатися яхтами.

## У ролях
- Айда Лупіно — Дебора Чандлер Кларк
- Стефен МакНаллі — Селден Кларк
- Говард Дафф — Кіт Ремзі
- Пеггі Дау — Патриція Монахан
- Джон Літел — Джон Чандлер
- Тейлор Голмс — Луціус Морі
- Ірвінг Бейкон — «Попс» Лінк
- Енн Шерідан — Елеонора Джонсон

## Критика
Кінокритик Бослі Кроутер в «Нью-Йорк таймс» відразу після виходу фільму на екрани дав йому достатньо сприятливий відгук, написавши, що «хоча фільм і не претендує ні на що інше, як на мелодраму, проте на відміну від багатьох інших творів у цьому жанрі, додає кілька переконливих психологічних образів. Комбінація цих двох рис трохи піднімає його вище стандартних фільмів цієї категорії». Кроутер також вважає, що Лупіно «в ролі леді в розпачі дає ідеально симпатичне зображення збожеволілої від страху дружини, яку жене свідомість того, що її чоловік-інтриган або вб'є її, або в разі невдачі посадить її в психіатричну лікарню». Характеризуючи гру інших акторів, Кроутер пише, що «Стівен Макнеллі грає холодного й розважливого переслідувача, який ділить свою любов між фабрикою і коханкою», на належному рівні виконують свої ролі Говард Дафф, «який виручає міс Лупіно», і Пеггі Дау в ролі «нещасної подружки Макнеллі».
У 2000-ті роки критик Денніс Шварц більш критично оцінив картину, назвавши її «не рівня мелодрамі з дуже великим числом надуманих сцен втечі і надто щасливим кінцем, через що фільм не претендує ні на що, окрім як на скромний трилер». Разом з тим Шварц вказав, що «режисерська робота Майкла Гордона кваліфікована і вправна», а «Гайда Лупіно в ролі жінки в розпачі прекрасна».